# ايبي هيرتزبيرغ
ايبي هيرتزبيرغ هو أمين الأرشيف وبروفيسور واقتصادي وقانوني ومؤرخ وسياسي نرويجي، ولد في 11 أبريل 1847 في هولمستراند في النرويج، وتوفي في 2 أكتوبر 1912 في أوسلو في النرويج. انتخب  (3 أبريل 1884 – 26 يونيو 1884).